# Avrensko plato
Avrensko plato (bulgariska: Авренско плато) är en platå i Bulgarien.   Den ligger i regionen Oblast Varna, i den östra delen av landet, 400 kilometer öster om huvudstaden Sofia.